# Sarah-Léonie Cysique
Sarah-Léonie Cysique (Sarcelles, 6 luglio 1998) è una judoka francese.

## Palmarès
- Giochi olimpici

Tokyo 2020: oro a squadre, argento nei 57 kg
Parigi 2024: oro a squadre, bronzo nei 57 kg
- Mondiali

Tokyo 2019: argento a squadre.
Tashkent 2022: argento a squadre.
Doha 2023: argento a squadre.
Budapest 2025: bronzo nei -57 kg.
- Europei

Praga 2020: bronzo nei 57 kg.
Lisbona 2021: bronzo nei 57 kg.
Sofia 2022: argento nei 57 kg.
Montpellier 2023: bronzo nei 57 kg.
- Mondiali juniores

Nassau 2018: argento nei 57 kg.
- Europei juniores

Maribor 2017: bronzo nei 57 kg.
Sofia 2018: oro nei 57 kg.